# Mercedes-Benz T2

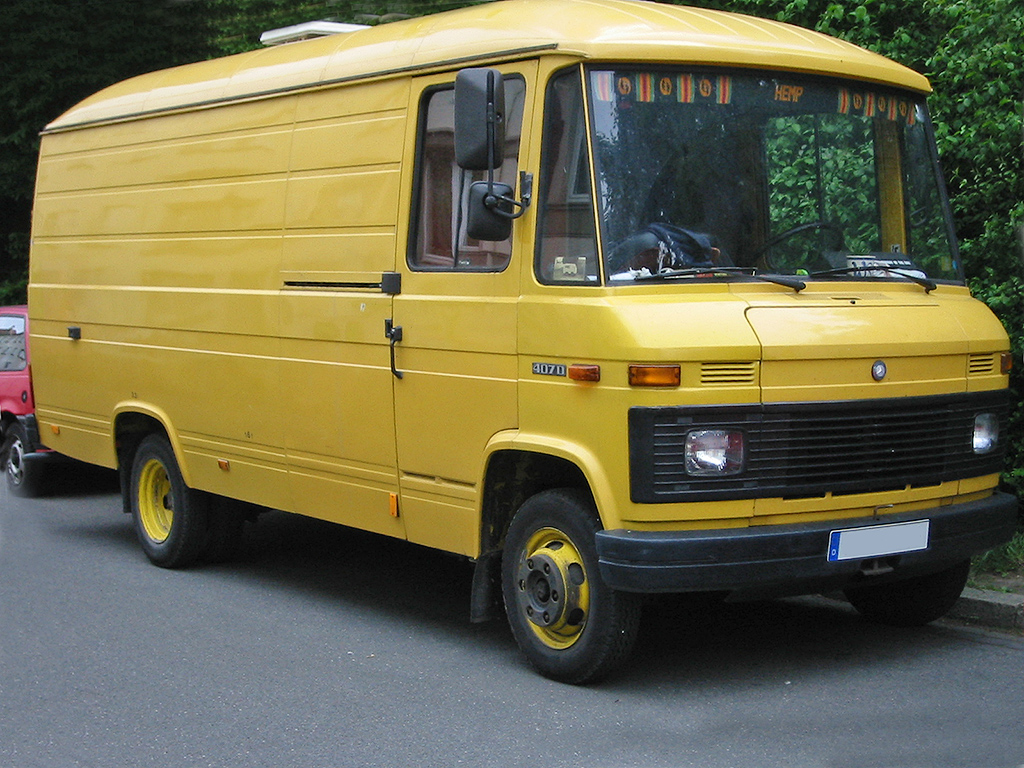
Un Mercedes T2 de première génération.

Le Mercedes Benz T2 est un véhicule utilitaire produit par Mercedes-Benz à partir de 1967 pour remplacer le Mercedes-Benz L319. Le T2 est largement vitré avec un pare-brise en trois parties (une facette de chaque côté). En 1986 une nouvelle génération de T2 a vu le jour, au vitrage inspiré du T1 (pare-brise d'un seul tenant).

## Première génération (1967-1986)

### Production Typ 309 (T2)
| Modèle                | Moteur      | Architecture | Cylindrée | Performance                                             | Couple                                    | Construction                    |
| Diesel                | Diesel      | Diesel       | Diesel    | Diesel                                                  | Diesel                                    | Diesel                          |
| --------------------- | ----------- | ------------ | --------- | ------------------------------------------------------- | ----------------------------------------- | ------------------------------- |
| 406 D                 | OM 621 VIII | L4           | 1988 cm³  | 40 kW (55 ch) à 4350 tr/min                             | 113 Nm à 2400 tr/min                      | 1967                            |
| 406 D                 | OM 615 D 22 | L4           | 2197 cm³  | 44 kW (60 ch) à 4200 tr/min                             | 126 Nm à 2400 tr/min                      | 1968–1974                       |
| 407 D                 | OM 616      | L4           | 2404 cm³  | 48 kW (65 ch) à 4200 tr/min                             | 137 Nm à 2400 tr/min                      | 1974–1982                       |
| 407 D                 | OM 616      | L4           | 2399 cm³  | 53 kW (72 ch) à 4400 tr/min                             | 137 Nm à 2400 tr/min                      | 1982–1986                       |
| 408 D / 508 D / 608 D | OM 314      | L4           | 3758 cm³  | 63 kW (85 ch) à 2800 tr/min 59 kW (80 ch) à 2800 tr/min | 235 Nm à 1800 tr/min 228 Nm à 1800 tr/min | 1968–1986 (408 D jusqu'en 1972) |
| 613 D                 | OM 352      | L6           | 5675 cm³  | 96 kW (130 ch) à 2800 tr/min                            | 363 Nm à 2000 tr/min                      | 1977–1986                       |
| Essence               |             |              |           |                                                         |                                           |                                 |
| 408                   | M 121       | L4           | 1988 cm³  | 59 kW (80 ch) à 5000 tr/min                             |                                           | 1967                            |
| 408                   | M 115 V 22  | L4           | 2197 cm³  | 63 kW (85 ch) à 5000 tr/min                             |                                           | 1968–1974                       |
| 409                   | M 115 V 23  | L4           | 2307 cm³  | 66 kW (90 ch) à 4800 tr/min                             | 160 Nm à 2000 tr/min                      | 1974–1982                       |
| 410                   | M 102 V 23  | L4           | 2299 cm³  | 70 kW (95 ch) à 5200 tr/min                             | 170 Nm à 2500 tr/min                      | 1982–1986                       |

| Année         | 1966 | 1967  | 1968  | 1969  | 1970  | 1971 | 1972 | 1973 | 1974 | 1975 | 1976 | 1977 | 1978 | 1979 | 1980 | 1981 | 1982 | 1983 | 1984 | total  |
| ------------- | ---- | ----- | ----- | ----- | ----- | ---- | ---- | ---- | ---- | ---- | ---- | ---- | ---- | ---- | ---- | ---- | ---- | ---- | ---- | ------ |
| L408 / L409   | 0    | 1049  | 927   | 1059  | 950   | 1060 | 1146 | 1292 | 1222 | 826  | 1042 | 895  | 819  | 1081 | 898  | 553  | 233  | 0    | 0    | 15052  |
| L406D / L407D | 20   | 13816 | 13929 | 14638 | 13104 | 9584 | 8559 | 9223 | 8107 | 6339 | 9924 | 7693 | 6449 | 7226 | 6445 | 5641 | 4206 | 2640 | 2008 | 149591 |
| L408D         | 0    | 0     | 139   | 629   | 824   | 75   | 0    | 0    | 0    | 0    | 0    | 0    | 0    | 0    | 0    | 0    | 0    | 0    | 0    | 1727   |
| L410          | 0    | 0     | 0     | 0     | 0     | 0    | 0    | 0    | 0    | 0    | 0    | 0    | 0    | 0    | 0    | 0    | 148  | 343  | 316  | 807    |
| O 309 B       | 0    | 143   | 174   | 193   | 103   | 151  | 78   | 104  | 112  | 71   | 80   | 135  | 60   | 34   | 40   | 43   | 32   | 10   | 12   | 1575   |

## Deuxième génération (1986–1996)
En 1996, le T2 a été remplacé par le Mercedes-Benz Vario.
Le dernier des 672 383 fourgons construits à l’usine de Düsseldorf dans la série T 2, qui a été introduit en 1986, a été achevé le 23 juillet 1992, après que la production des grands fourgons Mercedes-Benz ait été successivement délocalisée à l’usine de Ludwigsfelde dans le Brandebourg, où le véhicule a été produit jusqu’en 1996.